# マックス・クリンガー
マックス・クリンガー（Max Klinger、1857年2月18日 - 1920年7月5日）は、ドイツの画家、版画家、彫刻家。独特の幻想的な作風で知られ、シュルレアリスムの先駆者とも言われる。

## 来歴
ライプツィヒ生まれ。カールスルーエの美術学校に学んだ後、ベルリン・アカデミーで学び、また個人的にカール・グッソーに師事した。1878年頃から展覧会への出品を始め、『パリスの審判』など、象徴主義的性格の強い特異な具象作品で知られるようになる。その後1883年から数年間パリに渡り、ギュスターブ・ドレやゴヤの銅版画を研究。帰国後の1899年にベルリン分離派の結成に参加した。
作品は絵画・版画・彫刻など多岐に渡るが、女性や手袋などをモチーフにした連作版画で特に名高い。性的寓意や社会的暗示に富んだ独自の作風は、シュルレアリスムの先駆としてマックス・エルンストやデ・キリコらにも多大な影響を与えている。

## 主な作品

### 絵画
- パリスの審判(1885-87)
- キリストの磔刑(1888-91)
- オリュンポスのキリスト(1889-97)

### 版画
- エッチング・スケッチ(1879)
- オヴディウス「変身譚」の犠牲者の救済(1879)
- イヴと未来(1880)
- 間奏曲(1881)
- アモーレとプシュケ(1880)
- 手袋(1881-1893)
- 四つの風景(1883)
- ある生涯(1884)
- 芝居(1883)
- ある愛(1887-1903)
- 死についてⅠ(1889-97)
- ブラームス幻想(1894)
- 死についてⅡ(1910)
- 天幕(1915)

### 彫刻
- カッサンドラ(1886-96)
- 新しいサロメ(1893)
- Elsa Asenijeff(1900)
- ベートーヴェン像(1902)

## ギャラリー

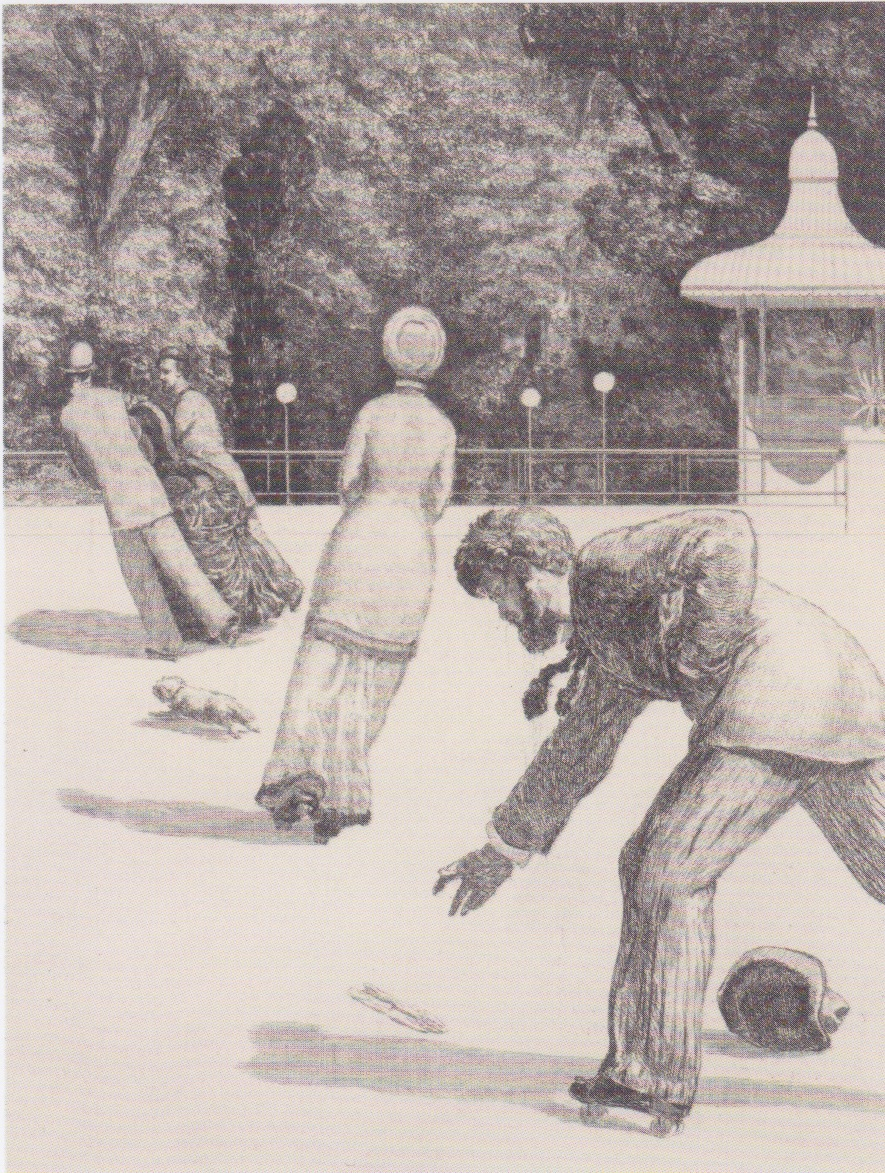
連作「手袋」より, 1893年, エッチング
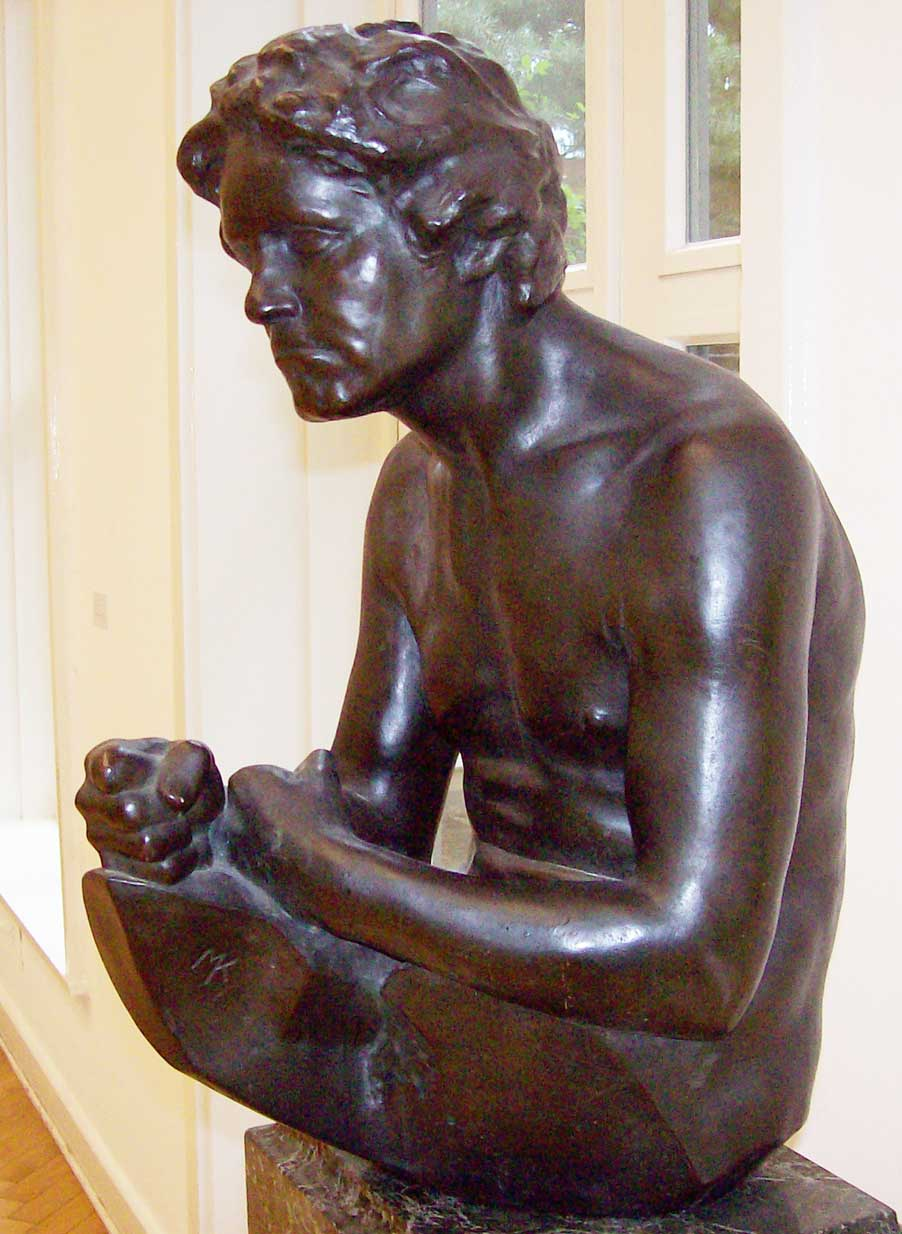
ベートーヴェン像, 1902年, ブロンズ
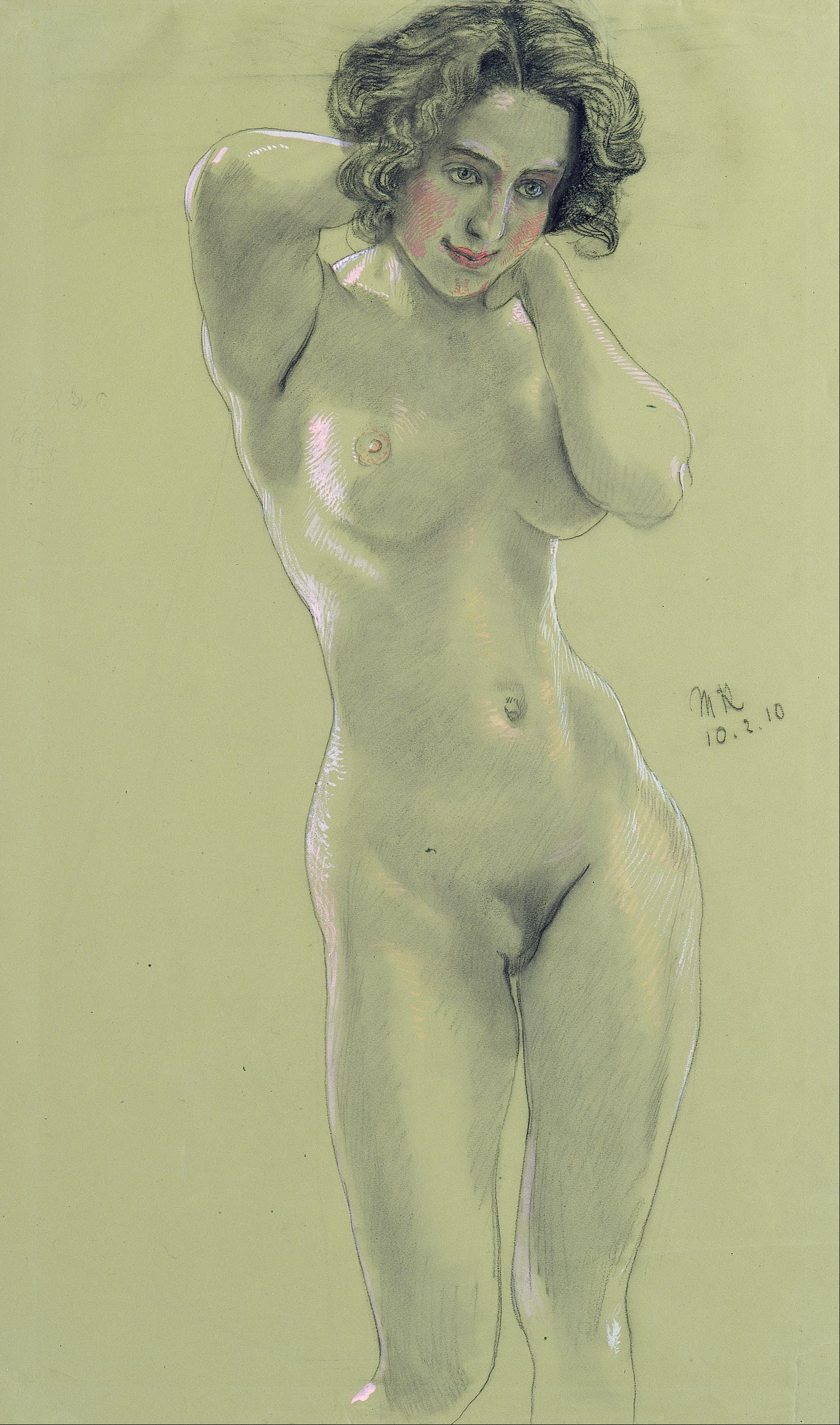
裸婦, 1910年, デッサン
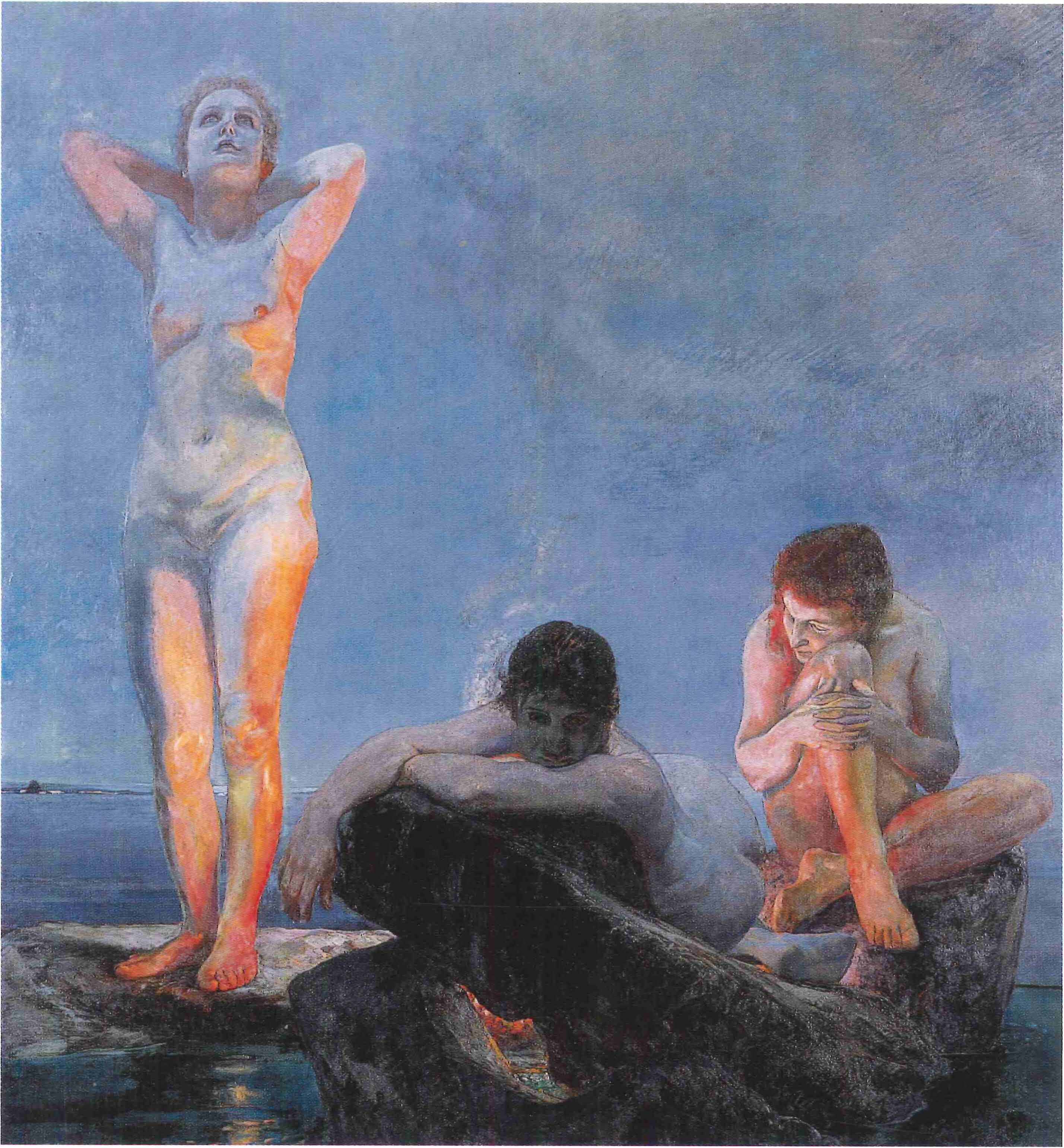
The Blue Hour (1890), oil on canvas, 191.5 × 176 cm (75.3 × 69.2 in), Museum der bildenden Künste, Leipzig, Germany